# 975 до н. е.

## Події
- Князь Лу Ю-гун був убитий своїм молодшим братом Феєм, який йому успадковував (Вей-гун, ера правління 974-925).